# Recueil Lebon
Le Recueil des décisions du Conseil d'État, statuant au contentieux, et du Tribunal des conflits, dit Recueil Lebon est, en France, un ouvrage qui reprend les décisions du Conseil d'État et du Tribunal des conflits qui font jurisprudence. À certaines époques, il comportait également des décisions rendues par des tribunaux administratifs ou des cours administratives d'appel.
Les décisions du Conseil d'État et du Tribunal des conflits sont de trois sortes, selon leur apport jurisprudentiel.
- Les décisions les plus importantes (notamment celles rendues par l'Assemblée du contentieux ou la Section du contentieux) sont publiées intégralement au Recueil, accompagnées de leur analyse établie par le Centre de recherches et de diffusion juridiques du Conseil d’État, et portent la mention « Publié au recueil Lebon ».
- Les décisions importantes mais se contentant de confirmer ou de préciser la jurisprudence antérieure sont uniquement citées dans les tables annuelles du Recueil au travers de leur analyse, et portent la mention « mentionné aux tables du recueil Lebon ».
- Les autres décisions, ne traduisant aucun apport jurisprudentiel, comportent la mention « Inédit au recueil Lebon ».

Ce recueil paraît en 6 fascicules annuels, dont un fascicule de tables analytiques et alphabétique. Il contribue pour une grande part à montrer l'état de la jurisprudence administrative française.
La première édition date de 1821 et est due à Louis Antoine Macarel, bien que la série complète intègre une édition antérieure de forme identique remontant à 1800. Le recueil porte le nom du juriste Félix Lebon qui en fut l'un des rédacteurs.
L'ouvrage est actuellement édité, en vertu d'une délégation de service public, par les éditions Dalloz.